# 7. století př. n. l.

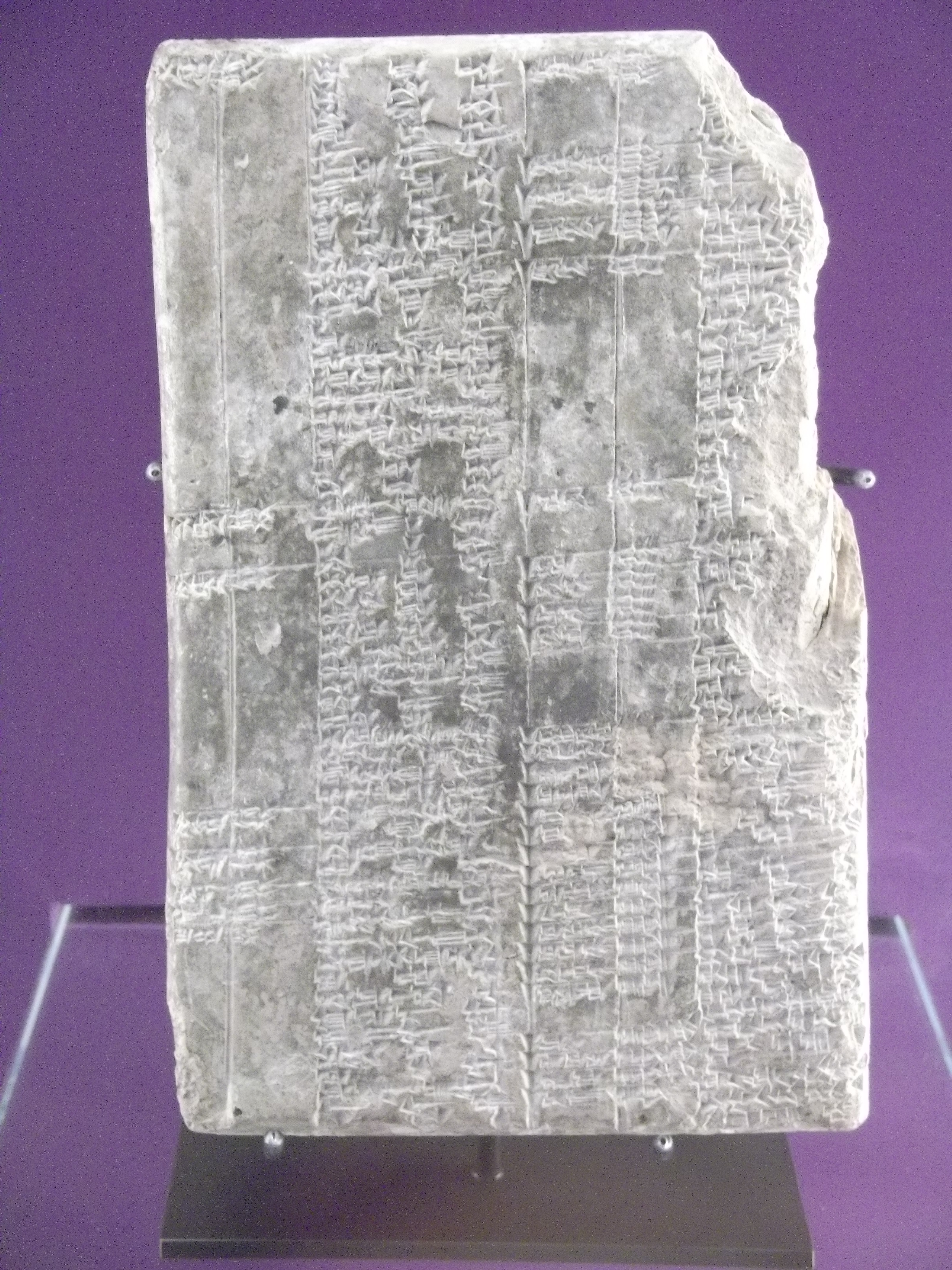
Slovník, kolem roku 600 př. n. l. z Uruku se systematizací znaků ve starověkém sumerském klínovém písmu; dnes umístěn v Louvru,

Sedmé století před naším letopočtem začalo v roce 700 př. n. l. a skončilo v roce 601 př. n. l. Bylo to období, kdy na Apeninském poloostrově vzkvétala civilizace Etrusků. Pokračovala druhá vlna řecké kolonizace v oblasti Středomoří i v oblasti Černého moře.

## Události
- Rozkvět etruské civilizace v Itálii.
- Řekové kolonizují západní Středomoří, dostávají se do jižní Itálie, na Sicílii a do jižní Francie.
- Vznikly první mince.

## Vědy a umění
- Pravděpodobný vznik eposu Odysseia
- Rozkvět kovolijectví a kovotepectví ve střední Evropě s prokazatelnými středomořskými kulturními vlivy.
- Solné doly v rakouském Hallstattu.
- V Číně napsána Kniha historie o vládě dynastie Čou